# Parahilethera
Parahilethera is een geslacht van rechtvleugeligen uit de familie veldsprinkhanen (Acrididae). De wetenschappelijke naam van dit geslacht is voor het eerst geldig gepubliceerd in 2007 door Zheng & Ren.

## Soorten
Het geslacht Parahilethera  is monotypisch en omvat slechts de volgende soort:
- Parahilethera xizangensis (Zheng & Ren, 2007)